# رينالدو كونيو
رينالدو كونيو (بالإنجليزية: Rinaldo Cuneo)‏ (2 يوليو 1877 - 27 ديسمبر 1939) فنان أمريكي معروف ومشهور بلوحاته الزيتية التي تصور المناظر الطبيعية وبشتهر أيضا باسم رسام سان فرانسيسكو.